# Dominik Meurer
Dominik Meurer (* 19. November 1974) ist ein deutscher Schauspieler, Autor und Regisseur.

## Leben
Meurer absolvierte eine Schauspielausbildung bei Doris Kirchner / Bühnenstudio der darstellenden Künste Hamburg und arbeitet seither als freier Schauspieler, Autor, Regisseur und Dozent. Seine Schauspiel-Engagements führten ihn u. a. ans Bernhard Theater Zürich, das Volkstheater Millowitsch Köln, das Winterhuder Fährhaus Hamburg, das Fritz Rémond Theater Frankfurt, das Schlosstheater Celle, das Theater im Rathaus Essen, die Komödie im Bayerischen Hof München und die Komödie am Kurfürstendamm Berlin. Vor der Kamera stand er unter anderem für die ARD-Serie Verbotene Liebe, die WDR-Serie Die Anrheiner und die RTL-Serie Alles was zählt. Im Bereich Musiktheater sang und spielte Dominik Meurer bei Walter Bockmayer am Scalatheater Köln, an der Tribüne Berlin und als Boss in Alexis Sorbas bei den Burgfestspielen Mayen. Als Autor und Regisseur schrieb und inszenierte er zahlreiche Märchenadaptionen, Jugendstücke, Revuen, Comedyprogramme für Bühne und TV, Komödien, Dramen und Hörspiele. Als Dozent für Schauspiel arbeitete er viele Jahre für die Stage School Hamburg, bevor er seine Unterrichtsmarke learn2workshops® gründete, unter der er seither für die Brüder Grimm Festspiele Hanau, städtische Einrichtungen wie das Jugendzentrum Gevelsberg, oder die Fernuniversität in Hagen tätig ist. 2019 veröffentlichte er sein erstes Kinderbuch Tim Tannenbaum träumt von Weihnachten. 2022 gründete er mit seinen Kolleginnen Sabine von Rosenberg und Larissa Kohl das Live-Hörspiel-Ensemble Die Trivialisten.

## Filmografie (Auswahl)
- Alles was zählt
- Die Anrheiner
- Verbotene Liebe

## Schauspiel Bühne (Auswahl)
- Alt werden ist wie auf einen Berg steigen
- Ladies Night
- Beamte sind auch nur Menschen
- In 80 Tagen um die Welt
- Das Urteil von Nürnberg
- Der Zauberlehrling
- Jedermann
- Hexenjagd
- Sommernachtstraum
- Der Reigen
- Klüngel bei Klettenbergs
- Die kleine Hexe
- Zwei Links, Zwei Rechts
- Der keusche Lebemann
- Diener zweier Herren
- Woyzeck
- Die Frauen von Athen
- Der Puppenspieler
- Merlin

## Musical / Revue (Auswahl)
- Tina - Queen of Rock
- Starschnitt - Ein kometenhafter Abstieg
- Tabaluga und Lilly
- Chicago
- Tabaluga und das verschenkte Glück
- Alexis Sorbas
- Machos, Memmen und Mimosen
- Willy Ostermann Revue
- Bibi Blocksberg
- Pippi in Takka-Tukka-Land

## Live-Hörspiele (Die Trivialisten)
- Fürstenglück - Ein Unfall bringt die Liebe

## Tonträger
- Bibi Blocksberg - Das Musical
- Tim Tannenbaum träumt von Weihnachten. ISBN 978-3-96028-794-0.